# Golden Gala 2012
Il Golden Gala 2012 è stata la 32ª edizione dell'annuale meeting di atletica leggera, terza tappa del circuito IAAF Diamond League 2012. Le competizioni hanno avuto luogo presso lo stadio Olimpico di Roma il 31 maggio 2012.

## Risultati
Di seguito i primi tre classificati di ogni specialità.

### Uomini
| Specialità        | 1º classificato                                                           | Prestazione | 2º classificato                                                                     | Prestazione | 3º classificato                                               | Prestazione |
| 100 m             | Usain Bolt                                                                | 9"76        | Asafa Powell                                                                        | 9"91        | Christophe Lemaitre                                           | 10"04       |
| 800 m             | Leonard Kirwa Kosencha                                                    | 1'44"42     | Marcin Lewandowski                                                                  | 1'44"64     | Andrew Osagie                                                 | 1'44"71     |
| 400 m hs          | Javier Culson                                                             | 48"14       | Bershawn Jackson                                                                    | 48"25       | Cornel Fredericks                                             | 49"21       |
| 3000 m siepi      | Paul Kipsiele Koech                                                       | 7'54"31     | Abel Kiprop Mutai                                                                   | 8'01"67     | Jairus Kipchoge                                               | 8'08"79     |
| Staffetta 4x100 m | Canada Dontae Richards-Kwok Gavin Smellie Jared Connaughton Justyn Warner | 38"63       | Gran Bretagna Dwain Chambers Harry Aikines-Aryeetey James Ellington Leevan Yearwood | 38"82       | Svizzera Alex Wilson Reto Schenkel Rolf Fongué Aron Beyene    | 39"08       |
| Staffetta 4x400 m | Gran Bretagna Nigel Levine Conrad Williams Chris Clarke Jack Green        | 3'01"76     | Botswana Isaac Makwala Obakeng Ngwigwa Omphenetse Mokgadi Nijel Amos                | 3'03"89     | Spagna Roberto Briones Mark Ujakpor David Testa Samuel García | 3'03"89     |
| Salto in alto     | Robert Grabarz                                                            | 2,33 m      | Trevor Barry                                                                        | 2,31 m      | -                                                             | -           |
| Salto in alto     | Robert Grabarz                                                            | 2,33 m      | Jesse Williams                                                                      | 2,31 m      | -                                                             | -           |
| Salto con l'asta  | Renaud Lavillenie                                                         | 5,82 m      | Romain Mesnil                                                                       | 5,72 m      | Malte Mohr                                                    | 5,72 m      |
| Salto in lungo    | Greg Rutherford                                                           | 8,32 m      | Godfrey Khotso Mokoena                                                              | 8,20 m      | Aleksandr Men'kov                                             | 8,17 m      |
| Lancio del disco  | Ehsan Hadadi                                                              | 66,73 m     | Virgilijus Alekna                                                                   | 66,31 m     | Gerd Kanter                                                   | 65,36 m     |

     Prestazione che stabilisce il nuovo record del meeting.
     Specialità valide per la IAAF Diamond League.

### Donne
| Specialità             | 1º classificato   | Prestazione | 2º classificato   | Prestazione | 3º classificato        | Prestazione |
| 100 m                  | Murielle Ahouré   | 11"00       | Shelly-Ann Fraser | 11"06       | Kerron Stewart         | 11"10       |
| 800 m                  | Fantu Magiso      | 1'57"56     | Pamela Jelimo     | 1'58"33     | Marija Savinova        | 1'58"56     |
| 1500 m                 | Abeba Aregawi     | 3'56"54     | Hellen Obiri      | 3'59"68     | Genzebe Dibaba         | 4'00"85     |
| 5000 m                 | Vivian Cheruiyot  | 14'35"62    | Meseret Defar     | 14'35"65    | Viola Kibiwot          | 14'39"53    |
| 100 m hs               | Dawn Harper       | 12"66       | Kellie Wells      | 12"67       | Brigitte Foster-Hylton | 12"78       |
| 400 m hs               | Kaliese Spencer   | 54"39       | Lashinda Demus    | 54"56       | Zuzana Hejnová         | 55"09       |
| Salto triplo           | Ol'ha Saladucha   | 14,75 m     | Ol'ga Rypakova    | 14,73 m     | Caterine Ibargüen      | 14,71 m     |
| Getto del peso         | Valerie Adams     | 21,03 m     | Gong Lijiao       | 19,79 m     | Nadzeja Astapčuk       | 19,58 m     |
| Lancio del giavellotto | Barbora Špotáková | 68,65 m     | Sunette Viljoen   | 67,95 m     | Goldie Sayers          | 64,75 m     |

     Prestazione che stabilisce il nuovo record del meeting.
     Specialità valide per la IAAF Diamond League.